# Nagy-medence
A Nagy-medence (angolul Great Basin) a legnagyobb területű, összefüggő lefolyástalan medence Észak-Amerikában, az Egyesült Államok nyugati területén. Szinte az egész Nevada államot, Oregon és Utah nagy részét, valamint Kalifornia, Idaho és Wyoming egyes részeit foglalja magába. A kifejezést biológiai, topográfiai, és néprajzi  területre is alkalmazzák. A medencék és vonulatok (basin and range), mint geológiai régió, jóval nagyobb, mint a tényleges medence, és magában foglalja a Mojave- és a Sonora-sivatagokat is.

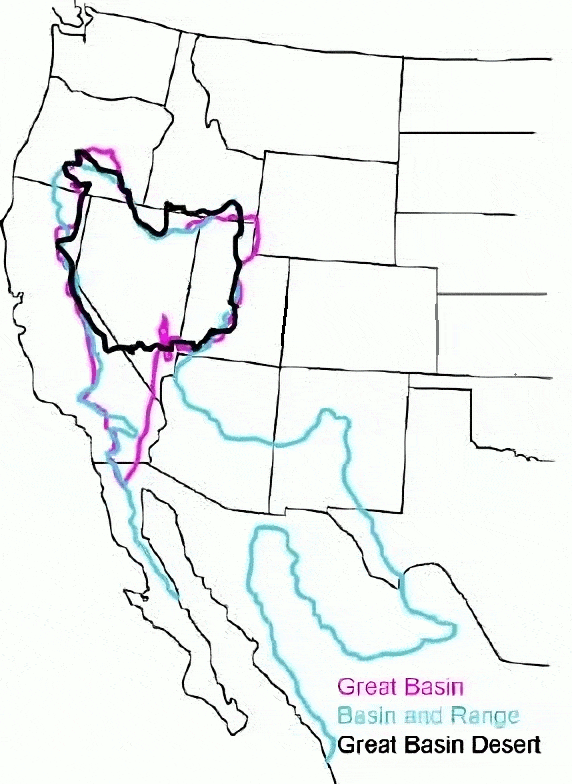
A Nagy-medence különböző meghatározásai

## Földrajz
A vízrajzi Nagy-medence területe: 541 730 km². A lefolyástalan medencében a csapadék elpárolog, a talajba szivárog vagy (többnyire sós) tavakba áramlik. Számos sivatagot és ökorégiót foglal magába, amely mindegyikének megvan a maga sajátos növény- és állatvilága.
Nyugaton a Sierra Nevada és a Parti-hegység, keleten a Sziklás-hegység és a Colorado-fennsík határolja.
A Nagy-medence körülbelül 100 részmedencéből vagy völgyből áll, amelyek között számtalan hegyvonulat található.
Északi felében a kisebb-nagyobb részmedencéket, észak-déli vonulatok választják el egymástól. 
A medence nagy része sivatagos, félsivatagos, a legmagasabb vonulatokon viszont, amelyek a 3000 métert is meghaladják, fenyvesek zöldellnek. Két legnagyobb medencéjét a lefolyástalan Humboldt vízrendszere és a Nagy-sóstó foglalja el.
Legalacsonyabb pontja tengerszint alatt, a Halál-völgyben (Death Valley) van, a régió legmagasabb pontja pedig Kaliforniában a Mount Whitney, 4421 m. 
A Nagy-medencéhez sorolt völgyek és vízgyűjtők:
Nevada:
- Winnemucca-tó
- Granite Springs Valley
- Dixie-völgy
- Gabbs-völgy
- Big Smoky Valley
- Gyémánt-völgy
- Monitor Valley
- Litte Smoky Valley
- Ruby-völgy
- Spring Valley
- Steptoe-völgy
- Száraz tó-völgy
- Soda Spring Valley
- Ralston-völgy
- Stone Cabin Valley
- Hot Creek-völgy
- Railroad Valley
- Cactus Flat
- Sarcobatus Flat
- Sand Spring Valley
- Tikaboo-völgy
- Humboldt Sink

Nevada és Kalifornia:
- Smoke Creek sivatag
- Mészárlás tó
- Tahoe-tó a Truckee-folyóval,
- Carson Sink
- Walter Lake
- Fish Lake Valley
- Ivanpah-völgy
- Pahrump-völgy
- Surprise Valley
- Madeline Plains
- Honey Lake
- Mono-tó
- Crowley Lake
- Eureka-völgy
- Death Valley (az USA legalacsonyabb pontja)

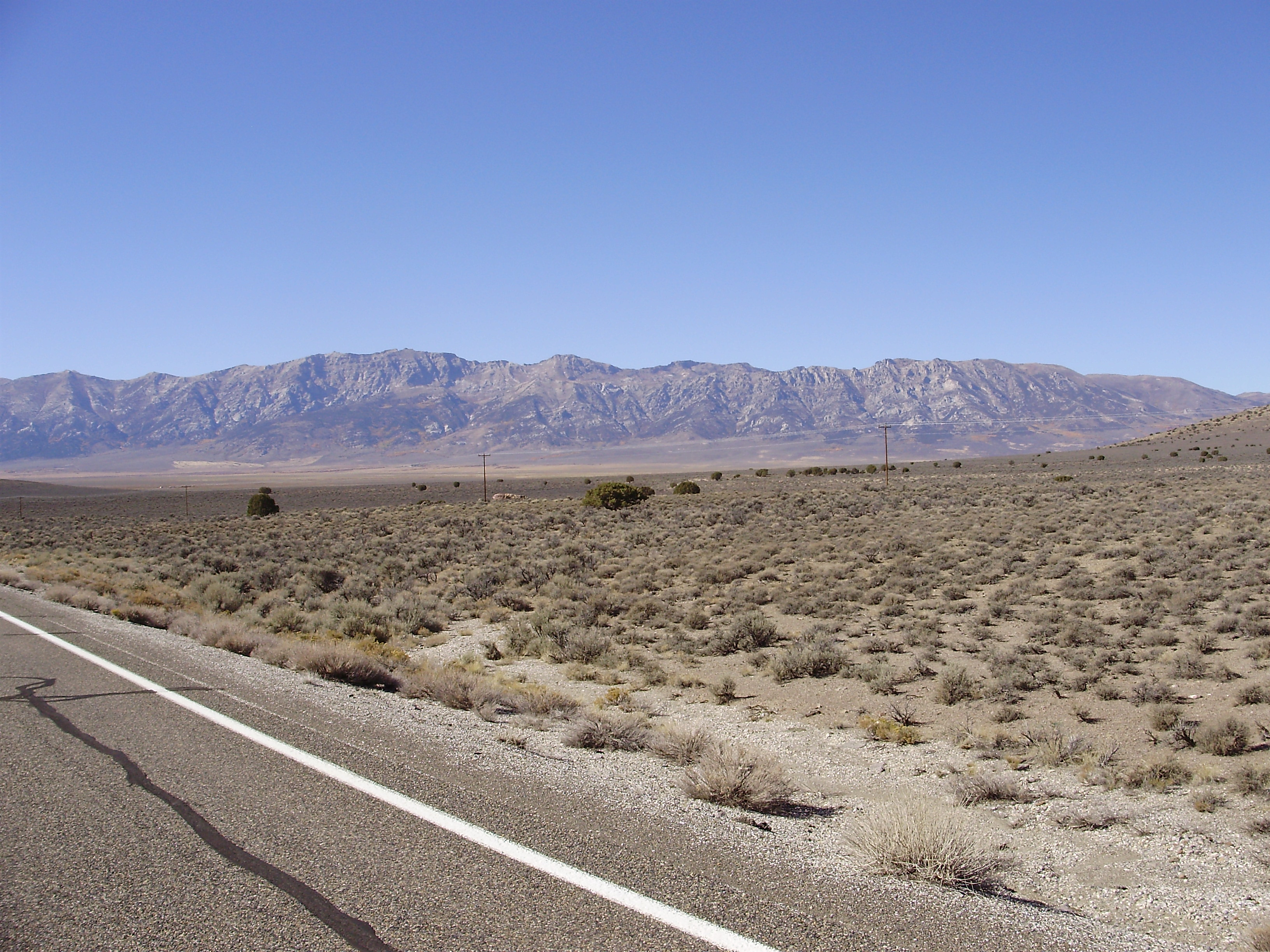
Ruby Valley, Nevada

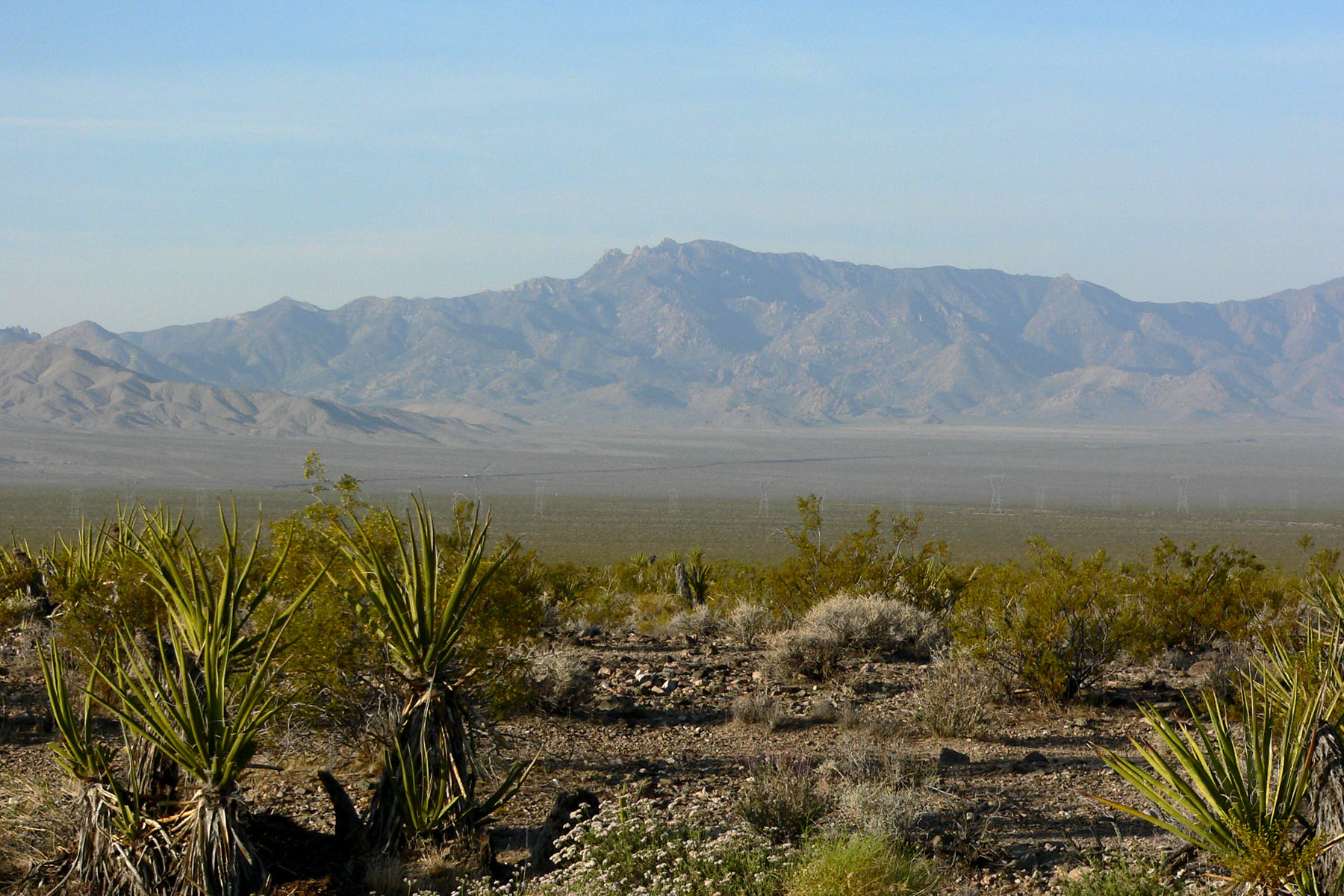
Tipikus táj

Kalifornia:
- Buena Vista-tó
- Elsinore-tó
- Eagle Lake
- Owens-tó
- Sós-völgy
- Panamint-völgy
- Indian Wells-völgy
- Searles-völgy
- Antilop-völgy
- Fremont-völgy
- Coyote Lake
- Cuddeback tó
- Mojave folyó
- Mojave-sivatag
- Salton-tó

Nevada és Utah:
- Hamlin-völgy
- Pilot Creek
- Thousand Springs Creek
- Great Salt Lake Desert
- Kígyó-völgy
- Escalante-sivatag

Utah:
- Fenyő-völgy
- Tule-völgy
- Rush Valley
- Tooele-völgy
- Koponya-völgy
- Sevier tó
- Beaver River

Nevada és Oregon:
- Black Rock sivatag
- Continental Lake
- Alvord-tó Nevada

Oregon:
- Harney-medence
- Summer Lake
- Ezüst-tó
- Abert-tó
- Guano-tó

Oregon és Kalifornia:
- Lost River
- Butte Creek
- Goose Lake

Oregon és Nevada:
- Warner Lakes

Utah és Idaho:
- Curlew Valley

Utah és Idaho és Wyoming:
- Nagy-sóstó

## Éghajlat
A Nagy-medence nevadai felében sivatagi éghajlat alakult ki, amelyhez a domborzat jelentősen hozzájárul (magas hegyvonulatok közé zárt völgyek, medencék). A sivatagos terület északi részén a hidegebb telű típus alakult ki, túlnyomó része azonban a forró nyarú, enyhe telű típushoz tartozik. Utah államban az éghajlat félszáraz és sivatagi között változik. A tél hideg, a nyár forró.
Az évi csapadék Utah államban többnyire 300 mm alatti, Nevadában mindössze 100-200 mm, egyes helyeken (pl. Mojave-sivatag) azonban még a 100 mm-t sem éri el. A napsütés egész éven át zavartalan, évi összege 3000–4000 óra. (Összehasonlításképp Magyarországon ez 2000 óra körül alakul.)

## Városok
- Reno
- Salt Lake City
- Provo
- Sparks
- Carson City

## Fordítás
Ez a szócikk részben vagy egészben  a   Großes Becken című német Wikipédia-szócikk fordításán alapul.  Az eredeti cikk szerkesztőit annak laptörténete sorolja fel. Ez a jelzés csupán a megfogalmazás eredetét és a szerzői jogokat jelzi, nem szolgál a cikkben szereplő információk forrásmegjelöléseként.